# Achnacarry-Abkommen

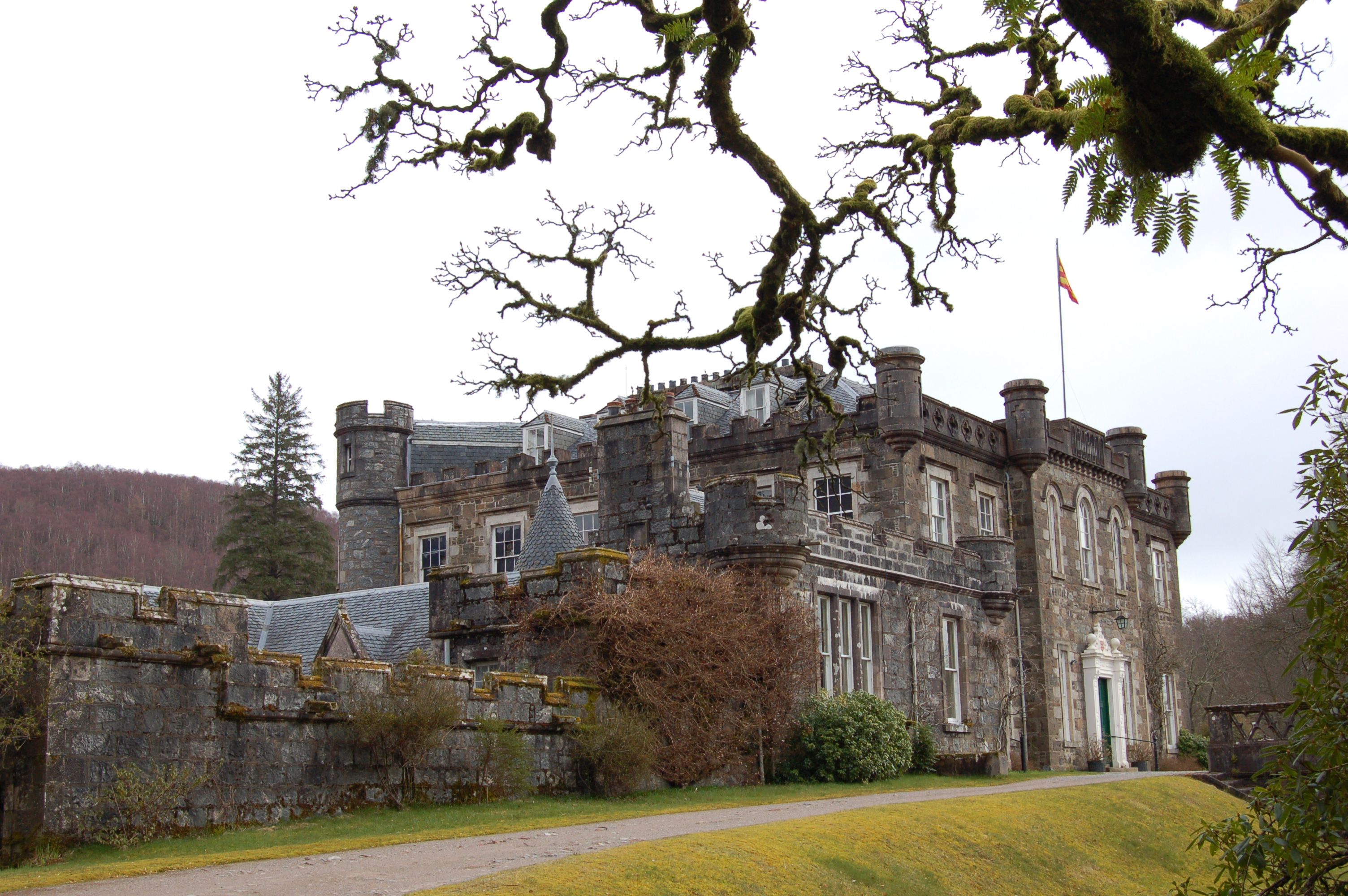
Das namensgebende Schloss Achnacarry in Schottland

Das Achnacarry-Abkommen war ein streng geheimes Abkommen von 1928 zur Bildung eines Erdöl-Kartells aller großen damaligen Erdölproduzenten. Die jeweiligen Regierungen ratifizierten dieses Abkommen. Die Öffentlichkeit erfuhr erst 1952 von diesem Kartell.

## Das Abkommen
Das Abkommen wurde am 18. August 1928 bei einem Treffen von Vertretern von Erdölförderunternehmen im Schloss Achnacarry vereinbart. Zu den Teilnehmern gehörten u. a.:
- John Cadman von der Anglo-Persian Oil Company[1]
- Henri Deterding von der Royal Dutch Shell
- Walter Teagle von der Standard Oil of New Jersey

Zum Kartell gehörten die sogenannten „Sieben Schwestern“:
- Standard Oil of New Jersey
- Mobil (Standard Oil of New York)
- Gulf Oil
- Texaco
- Standard Oil of California
- Royal Dutch Shell
- Anglo-Persian Oil Company

In den 1920er Jahren gab es unter den Erdölförderunternehmen Wettbewerb. Auffällig wurde dieser in Indien zwischen Standard Oil of New York und einer Filiale der Royal Dutch Shell. Mit dem As-Is-Agreement wurden sieben Prinzipien zur Beschränkung des „exzessiven Wettbewerbes“ vereinbart, welcher zu einer maßlosen Überproduktion geführt hätte. Dazu gehörte das Aufteilen der Märkte (geografisch nach dem Red Line Agreement, nach Ölfraktionen), die Festsetzung von Preisen und die Beschränkung der Ausweitung der Produktionskapazitäten. Die Vereinbarung hemmte den Ausbau der Erdölförderkapazitäten im Nahen Osten durch eine Beschränkung des Preiswettbewerbes auf dem Produktmarkt und stützte den Preis von Produkten aus Rohöl aus den USA und Kanada, also politisch sicheren Gegenden. Die Strategie war eine georeferenzierte Preisstruktur, bei welchem die Verkäufer ihre Free On Board (FOB) – Preise nach einem oder mehreren Basis-point-Ortsfaktoren aus einer Tabelle zuzüglich standardisierter Frachtkosten kalkulierten. Für das aufwandarm zu fördernde Rohöl des Nahen Ostens führte dieses System dazu, dass die Entwicklung der Förderkapazitäten durch die Ausbeutung bestehender Konzessionen bis zum Zweiten Weltkrieg verzögert und in den USA und Kanada Reserven ausgebeutet wurden. Durch das Abkommen wurde 1928 mehr als ein Drittel der weltweiten Rohölförderung zurückgefahren. Die Unternehmen fürchteten, dass bei einem Wettbewerb die niedrigen Kosten der aufwandarmen Ölförderung im Nahen Osten ohne Marktausweitung ihre Kosten erhöhen.
Die resultierende Produktionsverteilung unter den Ländern des Nahen Ostens und sich verschärfende entkolonisierende Tendenzen in den Bevölkerungen waren im Irak und im Iran am ausgeprägtesten. Die Vereinbarung etablierte ein Muster zur Sicherung der Profite im Erdölgeschäft, welches die OPEC später zu imitieren versuchte.

## Aufdeckung
Dieses As-Is-Agreement wurde 1952 in einem Bericht mit dem Titel The International Petroleum Cartel von der Federal Trade Commission an den Unterausschuss des US-Senates aufgedeckt.

## Interpretation
Nach F. William Engdahl handelte es sich um eine Art Waffenstillstand beim Kampf um die finanzielle und wirtschaftliche Vormachtstellung in der Welt zwischen Großbritannien und den USA.